# Santuario di Maria Ausiliatrice (Alì Terme)
Il Santuario di Maria Santissima Ausiliatrice è un tempio sacro cattolico, ubicato ad Alì Terme. Fondato e gestito dalle Figlie di Maria Ausiliatrice, perpetua il culto alla Madonna venerata con il titolo di "Aiuto dei cristiani" e alla Beata Maddalena Morano, di cui custodisce le spoglie mortali.

## Storia e descrizione
È dedicato alla Madonna, ivi venerata con il titolo di "aiuto dei Cristiani", e si trova all'interno dell'istituto delle Figlie di Maria Ausiliatrice, il quale venne fondato nel 1890 dalla Famiglia salesiana e fu attivo per lungo tempo come educandato, scuola e noviziato, mentre oggi si occupa ancora dei giovani ma attraverso l’oratorio e il catechismo. La chiesa nasce come cappella interna di detto istituto, per l'uso privato delle suore e delle educande che vivevano nel collegio. La prima pietra fu benedetta e posata il 28 febbraio 1900, con una solenne cerimonia presieduta dal beato Michele Rua, primo successore di san Giovanni Bosco, che il 16 aprile dello stesso anno celebrò la prima messa sulle fondamenta dell’erigenda chiesa. Completati i lavori, grazie alla generosità della marchesa di Cassibile, la chiesa fu inaugurata il 15 maggio 1901. A distanza di oltre un secolo, il 5 novembre 2018, il vescovo di Messina Giovanni Accolla dedicava solennemente la chiesa e la elevava alla dignità di Santuario diocesano.

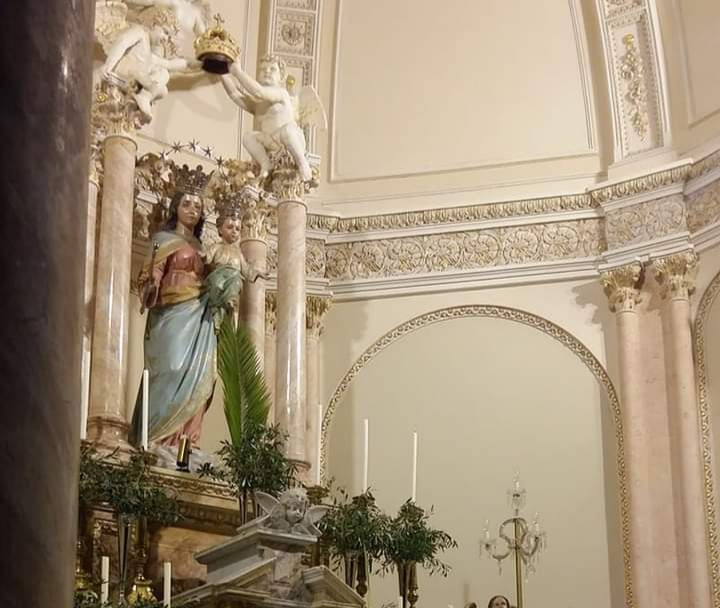
Santuario.

## Urna della Beata Morano
Insieme al culto per la Madonna, è viva tra i fedeli anche una profonda devozione verso madre Maddalena Morano, la prima superiora delle Figlie di Maria Ausiliatrice in Sicilia e fondatrice dell'istituto aliese, che considerava "la casa del suo cuore", proclamata beata da papa Giovanni Paolo II nel 1994, patrona dei catechisti e degli educatori della diocesi messinese. Le sue spoglie sono custodite nel Santuario dal 12 settembre 1939 e oggi sono esposte ai fedeli in un sacello marmoreo nella cappella a lei dedicata, meta di numerosi pellegrinaggi; la sua festa si celebra ogni anno il 15 novembre

## Festa della Madona Ausiliatrice
Il Santuario è sede ogni 24 maggio della solenne festa della Madonna Ausiliatrice, che culmina con la partecipata processione del venerato simulacro di Maria Santissima per le vie del paese, accompagnato dalla banda musicale, dalle autorità e dai devoti della Vergine santa.

## Altre chiese
Appartiene allo stesso istituto anche la Chiesa di Nostra Signora del Sacro Cuore, recentemente ripresa e riaperta al culto.